# Пейн, Альберт Бигло
Альберт Биглоу Пейн (англ. Albert Bigelow Paine, 10 июля 1861 — 9 апреля 1937) — американский писатель, известный биографией Марка Твена.

## Биография
Родился 10 июля 1861 г. в городе Нью-Бедфорде в Массачусетсе в семье богатого фермера, но, когда ему был один год, семья переехала в село Бентонспорт в Айове, а чуть позже — в деревню Зинию в штате Иллинойс. После окончания школы увлёкся фотографированием и бродил по стране, пока не осел в Нью-Йорке. Чуть позже познакомился с Марком Твеном, сопровождал его в путешествиях несколько лет, а после его смерти стал распорядителем его архива. Был членом комитета Пулитцеровской премии. Последние годы жизни провёл во Франции, где за свои труды получил орден Почётного Легиона и титул кавалера.

## Семья
Был женат, имел трёх дочерей.